# Estació de Tremp
Tremp és una estació de ferrocarril de FGC situada a l'oest del nucli urbà de Tremp, a la comarca del Pallars Jussà. L'estació es troba a la línia Lleida - la Pobla de Segur per on circulen trens de la línia RL2 amb destinació la Pobla de Segur. També trens turístics sota el nom comercial del Tren dels Llacs.
Aquesta estació va entrar en servei l'any 1950 quan es va obrir el tram entre Cellers-Llimiana (1949) i Tremp. En aquesta estació s'hi efectua sempre parada, a diferència de la resta d'estacions o baixadors intermedis entre Balaguer i la Pobla de Segur, que són de caràcter facultatiu. Segons el Pla Territorial de l'Alt Pirineu i Aran, el tram entre Balaguer i la Pobla té una consideració regional «que dona servei a una població quantitativament modesta i a una demanda de mobilitat obligada molt feble».
L'any 2016 va registrar l'entrada de 2.000 passatgers.
| Línia Lleida - la Pobla de Segur de FGC |                  |       |                  |                        |
| Procedència/Destinació                  | <                | Línia | >                | Procedència/Destinació |
| Lleida Pirineus                         | Palau de Noguera |       | Salàs de Pallars | La Pobla de Segur      |